# Привольный (Багаевский район)
Приво́льный — посёлок в Багаевском районе Ростовской области.
Входит в состав Ажиновского сельского поселения.

## География
Расположен в 30 км (по дорогам) восточнее районного центра — станицы Багаевской.

### Улицы
- ул. Береговая,
- ул. Вишневая,
- ул. Молодёжная,
- ул. Рожкова,
- ул. Северная,
- ул. Спортивная,
- ул. Центральная,
- ул. Школьная,
- ул. Шоссейная.

## Население
| 1989 | 2002 | 2010 |
| ---- | ---- | ---- |
| 693  | ↘667 | ↘647 |